# .as
.as este un domeniu de internet de nivel superior, pentru Samoa Americana (ccTLD).